# Mitriostigma monocaule
Mitriostigma monocaule là một loài thực vật có hoa trong họ Thiến thảo. Loài này được Sonké & Dessein mô tả khoa học đầu tiên năm 2009.